# Granówko (województwo wielkopolskie)
Granówko – wieś w Polsce położona w województwie wielkopolskim, w powiecie grodziskim, w gminie Granowo. Miejscowość leży w bezleśnej okolicy, na południe od siedziby gminy.

## Historia
Wzmiankowane od 1423 r., pierwotnie należało do Granowskich. Wieś była w posiadaniu m.in. Jaskulskich herbu Leszczyc. W 1804 r. kupili je Nieżychowscy i posiadali do 1939 (z przerwą w latach 1903-1923, kiedy majątkiem zarządzał Rodryg Dunin).
Wieś szlachecka Granowko położona była w 1581 roku w powiecie kościańskim województwa poznańskiego.
W okresie Wielkiego Księstwa Poznańskiego (1815-1848) miejscowość wzmiankowana jako Granówko należała do wsi większych w ówczesnym pruskim powiecie Kosten rejencji poznańskiej. Granówko należało do okręgu czempińskiego tego powiatu i stanowiło - wraz ze wsią Dalekie - odrębny majątek, którego właścicielem był wówczas Nieżychowski. Według spisu urzędowego z 1837 roku Granówko liczyło 266 mieszkańców, którzy zamieszkiwali 24 dymy (domostwa).
Pod koniec XIX wieku Granówko liczyło 24 domostw i 216 mieszkańców, wszyscy wyznania katolickiego. Dominium Granówko obejmowało również folwark Dalekie. Należało wówczas do powiatu kościańskiego (Granowo leżało od 1887 roku w powiecie grodziskim). Od 1923 do 1939 właścicielem dóbr był Józef Nieżychowski. W 1953 r. założono tu spółdzielnię produkcyjną, która od 1975 r. wchodziła w skład RKS Granowo. W latach 1975–1998 miejscowość administracyjnie należała do województwa poznańskiego.

## Zabytki
W rejestrze zabytków Narodowego Instytutu Dziedzictwa umieszczono:
- zespół pałacowy, na który składa się pałac z lat 1820-1830 w stylu późnego klasycyzmu z portykiem z kolumnami jońskimi, krajobrazowy park o pow. 5,4 ha z XIX-XX wieku[5][9], ogrodzenie, brama i stróżówka[10]
- spichrz folwarczny z I poł. XIX wieku[10]

W Granówku pod koniec XX wieku znajdował się XIX-wieczny wiatrak

## Osoby związane z Granówkiem
W Granówku urodził się:
- major Kazimierz Nieżychowski (1892-1987) - powstaniec wielkopolski, organizator powstańczej artylerii, działacz społeczny i uczestnik wojny obronnej w 1939 r,
- Stanisław Antoni Dunin (1907-1939) - oficer, odznaczony Orderem Virtuti Militari.

Dawni właściciele pochowani są w grobowcu przy kościele w Granowie.